# Керма (физика)
Ке́рма — сумма начальных кинетических энергий всех заряженных частиц, освобождённых незаряженным ионизирующим излучением (таким как фотоны или нейтроны) в образце вещества, отнесённая к массе образца. Определяется коэффициентом {\displaystyle K={\frac {dE_{tr}}{dm}},} где Etr — переданная заряженным частицам энергия. Керма в общем случае отличается от поглощённой дозы. При низких энергиях первичного излучения керма примерно равна поглощённой дозе, тогда как при высоких энергиях К намного выше поглощённой дозы, поскольку часть энергии уносится из поглощающего объёма в форме рентгеновского тормозного излучения или быстрых электронов.
Единица кермы, как и поглощённой дозы — джоуль на килограмм, или грей, Гр (англ. gray, Gy); 1 Гр = 1 Дж/кг.
Слово «керма» (англ. kerma) является акронимом от английского «kinetic energy released in material» или «…in matter» (кинетическая энергия, освобождённая в веществе), иногда «kinetic energy released per unit mass» (кинетическая энергия, освобождённая на единицу массы).
Энергия фотона передаётся веществу посредством двухступенчатого процесса. Вначале энергия передаётся вторичным заряженным частицам через различные взаимодействия фотона (например, фотоэлектрический эффект, комптоновское рассеяние, рождение пар и фотоядерное возбуждение). Затем эти вторичные заряженные частицы передают энергию среде через возбуждение атомных оболочек и ионизацию.
Для низкоэнергетических фотонов (E<10 МэВ) керма численно приблизительно равна поглощённой дозе; однако для более высокоэнергетичных фотонов керма и поглощённая доза начинают отличаться. Дело в том, что вторичные электроны высокой энергии могут покинуть поглощающий объём, а некоторые из них могут также потерять часть энергии через тормозное излучение. Эта энергия была бы учтена в керме, но не в поглощённой дозе. Для низких энергий (рентгеновская область) это различие, как правило, незначительно. Различие кермы и поглощённой дозы легко понять, если рассмотреть компоненты кермы.
Фактически керма состоит из двух частей: столкновительная керма kcol и излучательная керма krad, то есть K = kcol + krad. Столкновительная керма создаётся электронами, которые рассеивают свою энергию через ионизацию из-за взаимодействия с атомными электронами. Излучательная керма создаётся фотонами, возникающими вследствие взаимодействия заряженных частиц с атомными ядрами, а также при аннигиляции позитронов на лету.
Часто интерес представляет величина kcol, которая обычно выражается как
kcol = K·(1 − g),
где g — средняя доля энергии, переданной электронам, которая теряется через тормозное излучение.
Приращение кермы в единицу времени называется мощностью кермы, она измеряется в Гр/с.